# Juta-dombi csata

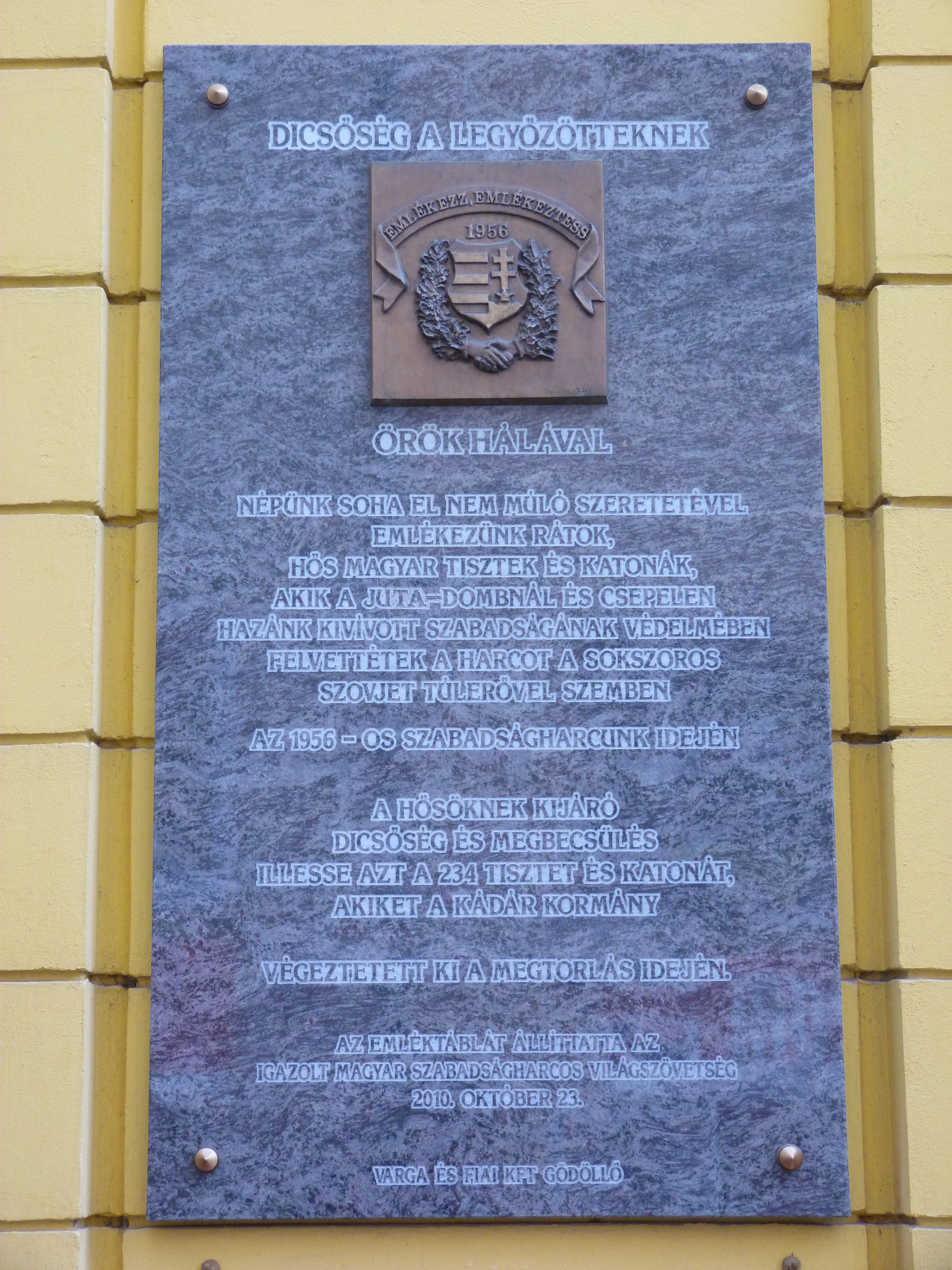
234 tiszt és katona emléktáblája a Corvin-közben

A Juta-domb Budapesten, a XX. kerület déli részén, a Helsinki út és a Lenke utca sarkánál helyezkedik el. A közelében halad a fővárosba délről érkező országút.

## Története
Az 1956-os forradalom idején, november 3-án délben a Parlamentben megkezdődtek a magyar–szovjet tárgyalások a csapatkivonások részleteiről. A szovjet tárgyalók ígéretet tettek a megszállás leállítására. A pesti oldalon újabb magyar alakulatok foglalták el állásaikat a Juta-dombon kívül a Nagykőrösi útnál, a Határ útnál, Soroksár határában, a Jászberényi útnál, a Kőbányai útnál, a Zalka Máté téren, az Éles saroknál, a Csajkovszkij parkban, és felkészülnek a védelemre. A Juta-domb térségében 1956. november 4-én Maléter Pál utasítására az Esztergomi Tüzérezred katonái lezárták a Soroksári utat, hogy az esetleges katonai mozgások ne zavarják a Tökölön folytatott tárgyalásokat. Maléter Pált és a magyar katonai küldöttséget azonban a szovjetek letartóztatták és a szovjet katonai konvoj az ávósok kíséretében elindult velük Soroksár irányába. Miután azonban az ávósok észrevették az esztergomi tüzéreket, tüzet nyitottak rájuk. A magyar honvédek viszonozták a tüzet. Dél körül többen elmentek, lövegeik Soroksáron a Templom térre és Kőbányára kerültek. Az itt maradók november 5-ig kitartottak. A történtek miatt Maléter Pált és társait délután helikopterrel vitték Tökölről Mátyásföldre.
A forradalom után az egyébként stratégiailag fontos helyen található Juta-dombot eltüntették.
Az Alsóteleki utca és a Wesselényi utca mentén 1980-1984 között lakótelep épült.

## A Juta-domb csatája
Azóta kiderült, hogy az egyik páncélozott járműben szállították el a szovjet Különleges Hadtest tököli parancsnokságáról az ott letartóztatott magyar kormányküldöttséget: Maléter Pál vezérőrnagy honvédelmi minisztert és társait. Éppen ezt a teherautót is találat érte, a magyarok sértetlenek maradtak, de az őket kísérő szovjet ezredes életét vesztette. Mecséri János ezredes november 1-jén egységeivel lezáratta a Budapestre vezető utakat. Még ugyanezen a napon kinevezték a Kormányőrség parancsnokává. November 3-án ő vezette azt a biztosító részleget, amely Tökölről a Parlamentbe és vissza kísérte a szovjet delegációt. Útközben ellenőrizte a Juta-dombnál lévő tüzelőállást. Aznap este, mint a magyar küldöttség kíséretének parancsnokát fegyverezték le és ejtették foglyul a tököli szovjet parancsnokságon.
"Minket november 2-án reggel vittek a Juta-dombra. A jéggyár és a jutagyár közt volt egy homokbánya, itt foglaltunk tüzelőállást. Négy könnyű lövegünk volt és két közepes, a két közepes szembe nézett a Határ úttal, a mi tüzelési sávunkkal pedig oldalról támogattuk őket. Volt ott egy csomó polgári személy géppuskával és golyószórókkal. Amikor 4-én reggel jöttek az oroszok, a civilek kezdték a tüzelést, mi már csak akkor lőttünk, amikor az oroszok ránk is tüzeltek. Jöttek harckocsival, katyusával, ZIL-ekkel. A lövegnél voltam, amikor megjelent a szovjet oszlop. Amikor elkezdtek felénk is tüzelni, a parancsnok elrendelte, hogy - Tűz! -Továbbítottam a lövegemnek a tűzparancsot. A mieink egy harckocsit és egy katyusát kilőttek, az oszlop nem tudott ezért továbbmenni. Megfordultak és elmentek. Körülbelül öt perc volt az egész. (…)" Dobrosi Lajost 1957 novemberében letartóztatták, első fokon halálraítélték, majd később a másodfokú bíróság is jóváhagyta a halálos ítéletet. 150 napig ült a halálos zárkában. Végül az Elnöki Tanács kegyelemből ítéletét életfogytiglani börtönbüntetésre változtatta. 1970-ben szabadult.
"Egy alkalommal szemtanúja voltam az összecsapásnak. Ahogy Soroksár felől jött pár harckocsi, a dombon levő csoport továbbengedte mindaddig, míg az Atra gyárhoz (ma Helsinki út 81. sz. irodaház) nem közeledtek. Ekkor tüzet nyitottak rájuk. A harckocsik hátrálni próbáltak, de újabb tűzsorozat zúdult rájuk. Két harckocsi megsérült s lángra lobbant. Kettő-három Pobjeda személyautón újabb fiatal forradalmárok érkeztek. A kocsik fedezékeiből lőtték a harckocsikból rájuk tüzelő szovjet katonákat. Mire minden elcsendesedett, gyereknagyságúra összeégett katonák és számtalan halott feküdt az úton." Pándi György
A harcok következtében hét szovjet megszálló katona elesett. A magyar katonákon kívül a Juta-dombon harcoltak a XX. kerületi nemzetőrök is, akik Kálmán Béla főhadnagy vezetésével november 10-ig tovább harcoltak. A Jutadomb azon kevés 1956-os esemény közé tartozott, ahol a magyarok - az 51. légvédelmi tüzérezred katonái Mecséri János ezredes vezetésével, valamint soroksári nemzetőrök - sikerrel szálltak szembe a megszálló szovjet csapatokkal 1956 novemberében.  Az itt elesett szovjet katonákért a "Mecséri János ezredes és társai" perben - szovjet kérésre - rendkívül súlyos ítélet született. I. fokon 11 halálos ítéletet, egy életfogytiglant, 30 esetben 10-15 évig, 10 esetben 1-5 évig terjedő börtönbüntetést mondtak ki a Juta-dombon harcoló hivatásos katonákra.
1958 nyarán a hadbíróság helyszíni szemlét rendelt el, amelynek során az esztergomi alakulat akkor már bebörtönzött volt tisztjei és katonái segítségével pontos, fényképekkel dokumentált helyszínrajzot készítettek. E helyszínrajz szerint a Soroksári út akkori kanyarulatában, a Nap utca torkolatával szemközt helyezték el Rémiás Pál hadnagy két közepes légvédelmi lövegét Budapest felé. Két páncéltörő ágyút ellenkezőleg, Soroksár irányában állítottak fel. Kissé tovább Soroksár felé, a Juta-dombon helyezték el Kicska János főhadnagy könnyű ütegét, négy légvédelmi ágyút, amelyekkel pontosan oldalba lehetett fogni a Soroksári utat, ami itt híddal ívelte át a vasutat. Mindez Szabó Pál őrnagy parancsára történt. A légvédelmi osztályhoz tartozó kezelők, honvédek egy része beásta magát, és szintén a Soroksári utat tartotta ellenőrzése alatt.

## A megtorlás áldozatai
A Vörös Hadsereg a Forgószél-hadművelet keretében 60 ezer katonával és 2 ezer páncélossal támadt Magyarországra. A Juta-dombnál 11 katonát veszítettek az oroszok. A megtorlás során pontosan ugyanannyi magyar katonát ítéltek halálra az itt harcolók közül, mint amennyi orosz halott maradt a Jutadombon.
- Mecséri János ezredes (Győr, 1920 – Budapest, 1958. november 15.)
- Rémiás Pál hadnagy (Ziliz, 1930 – Budapest, 1958. november 15.)
- Szabó Pál őrnagy (Egyed, 1915 – Budapest, 1958. november 15.)
- Szendi Dezső alezredes (Tiszadob, 1923 – Budapest, 1958. november 15.)
- Kicska János főhadnagy
- Kálmán Dezső honvéd
- Magyar János honvéd
- Kliebert László százados
- Paska Elemér

## A Juta-dombi harcok emlékezete
- A rendszerváltást követően a lakótelep környezetét a kerületi önkormányzat parkosította. A délnyugati szélére, a harci események hajdani helyszínére 2017-ben emlékművet állított, amely a Memento Vivere nevet viseli.

- Jutadomb 1956, színes magyar dokumentumfilm

Rendező: Lugossy István
1956. november 4-én Maléter Pál utasítására az Esztergomi Tüzérezred katonái a Jutadombnál lezárták a Soroksári utat, hogy az esetleges katonai mozgások ne zavarják meg a szovjetekkel Tökölön folytatott tárgyalásokat. A szovjetek letartóztatták Maléter Pált és a magyar katonai küldöttséget, a szovjet katonai konvoj elindult velük Soroksár irányába, ávósok kíséretében. Az ávósok észrevették az esztergomi tüzéreket, tüzet nyitottak rájuk. A magyar katonák viszonozták a tüzet, aminek következtében hét szovjet katona életét vesztette. A Forradalmat követő megtorlás során hét magyar tüzértisztet halálra ítéltek és kivégeztek.

## Külső hivatkozások
- A Jutadomb azon kevés helyszín közé tartozott, ahol a szabadságharcosok sikerrel szálltak szembe a szovjetekkel, Honvédelmi Minisztérium
- Egy elfelejtett epizód - Tüzet nyitottak a tököli tárgyalóküldöttségre[halott link]
- Puchert Dóra 10. A osztályos tanuló: "A magyar nép lóg most a fákon" Megtorlások a forradalom után Archiválva 2008. szeptember 30-i dátummal a Wayback Machine-ben
- Halálraitéltek - Dobrosi Lajos
- Honvédek és nemzetőrök a Jutadombnál 1956 novemberében
- Kiss, Erika, Zentai Borbála, Lakiné. Laki Ferenc. Az iparművész portréja történelmi kitérővel: Jutadomb, 1956. november 4. Budapest: Logos Kiadó, 151. o. (2012). ISBN 9789638159267